# Leroy (Alabama)
Leroy – jednostka osadnicza w Stanach Zjednoczonych, w stanie Alabama, w hrabstwie Washington.